# سیارک ۴۲۸۴۹
سیارک ۴۲۸۴۹ (به انگلیسی: 42849 Podjavorinska، نامگذاری:1999RK44) چهل و دو هزار و هشتصد و چهل و نهمین سیارک کشف شده‌است که در ۱۵ سپتامبر ۱۹۹۹ کشف شد.